# Јурбаркас
Јурбаркас (литв. Jurbarkas, рус. Юрбург, пољ. Jurbork) је град у Литванији. Он се налази на југозападном делу земље. Јурбаркас чини самосталну општину у оквиру округа Таураге.

## Географија
Град Јурбаркас је смештен у југозападном делу Литваније, у историјској покрајини Самогитији. Од главног града државе, Вилњуса, Јурбаркас је удаљен 200 километара западно.
Град се налази на у равничарском подручју уз реку Њемен, на приближно 30 метара надморске висине.

## Становништво
Према последњим подацима из 2001. године у Јурбаркасу је живело нешто мање од 13.000 становника. Последње две деценије број становника непрестано опада. Литванци чине огромну већину становништва града.

## Галерија
- Поглед на Јурбаркас из авиона
- Старо градско језгро
- Протестанска црква у граду
- Римокатоличка црква у граду

## Партнерски градови
- Крајлсхајм
- Лихтенберг